# Raymond (IV) van Toulouse
Raymond (IV) van Toulouse (ca. 930 - ca. 972) was een zoon van Raymond III van Toulouse Pons en van Gersenda. Hij wordt ook Raymond III genoemd. De verwarring rond de nummering ontstond doordat, zoals later zou blijken, middeleeuwse kroniekschrijvers een aantal graven met de naam Raymond over het hoofd hadden gezien. Hij was gehuwd met Gundilindis, en werd vader van:
- Raymond (V) (-978)
- Hugo (ovl. voor 992), bisschop, overleden tijdens de jacht.
- mogelijk Ledgarde, vrouw van Borrell II van Barcelona
- mogelijk een onbekende dochter, gehuwd met Amalrik van Saintes (Charente-Maritime)